# Macronema tremenda
Macronema tremenda là một loài Trichoptera trong họ Hydropsychidae. Chúng phân bố ở vùng Tân nhiệt đới.